# Möllehässle-Kullens havsbad
Möllehässle-Kullens havsbad este o arie protejată (arie specială de conservare — SAC, sit de importanță comunitară — SCI) din Suedia întinsă pe o suprafață de 245,7 ha, integral pe uscat.

## Localizare
Centrul sitului Möllehässle-Kullens havsbad este situat la coordonatele 56°13′58″N 12°31′44″E / 56.2328°N 12.529°E.

## Înființare
Situl Möllehässle-Kullens havsbad a fost declarat sit de importanță comunitară în decembrie 1995 pentru a proteja 2 specii de animale. Situl a fost protejat și ca arie specială de conservare în martie 2011.

## Biodiversitate
Situată în ecoregiunile continentală și marină Atlantică, aria protejată conține 15 habitate naturale: Mlaștini alcaline, Liziere de ierburi înalte hidrofile de câmpie și de nivel montan până la alpin, Recifuri, Vegetație perenă pe țărmurile stâncoase, Dune de coastă fixe cu vegetație erbacee („dune gri”), Lagune de coastă, Pajiști cu Molinia pe soluri calcaroase, turboase sau argilos-nămoloase (Molinion caeruleae), Vegetație anuală la limita mareei, Bancuri de nisip acoperite în permanență slab de apă marină, Pășuni atlantice udate de apa mării (Glauco-Puccinellietalia maritimae), Formațiuni ierboase bogate în specii de Nardus, dezvoltate pe substraturi silicioase în zone montane (și în zone submontane, în Europa continentală), Pajiști uscate europene, Dune fixe decalcificate cu Empetrum nigrum, Pajiști fino-scandinave uscate până la mezice, bogate în specii de altitudine mică, Dune mobile de-a lungul țărmului cu Ammophila arenaria („dune albe”).
La baza desemnării sitului se află mai multe specii protejate de  amfibieni (2): buhai de baltă cu burta roșie (Bombina bombina), triton cu creastă (Triturus cristatus).